# Juan Pedro Afán de Ribera y Rodríguez
Juan Pedro Afán de Ribera y Rodríguez (Granada, 7 de febrero de 1872-†Granada, 29 de diciembre de 1969) fue un abogado, político y periodista español.

## Biografía
Era hijo del literato Antonio Joaquín Afán de Ribera. Estudió la carrera de Derecho en la Universidad de Granada y fue alumno de Andrés Manjón, quien bautizaría a uno de sus hijos. En 1896 ingresó en el Colegio de Abogados de Granada.
Durante su juventud profesó ideas carlistas, al igual que su padre. En la década de 1890 presidió la junta directiva del Círculo tradicionalista granadino y colaboró en el periódico tradicionalista La Voz de Granada.
Actuó más tarde en la política local, siendo concejal y síndico del Ayuntamiento de Granada, en el que desempeñó el cargo de teniente de alcalde en 1910 y 1911. En 1917 ofició de Alférez mayor de la Ciudad en todas las tradicionales solemnidades que celebró el municipio en los dos primeros días del año. Fue además propietario de fincas agrícolas y presidió la Asociación de Labradores.
Se casó en 1915 con su prima segunda Gracia Nestares y Pedrinaci, con quien tuvo descendencia.
Mantuvo amistad con Miguel de Unamuno, quien le hizo un retrato. Fue tío del dramaturgo Antonio Paso y Cano. En 1968 la Hoja del Lunes de Madrid le dedicó un reportaje, definiéndolo como «el abogado más veterano de España» e «historia viviente».